# Platysenta fidelia
Platysenta fidelia là một loài bướm đêm trong họ Noctuidae.